# 达雷尔·布洛克
达雷尔·M·布洛克，業内绰号 "密语者"，美国男性非裔猶太人，前情报官员。曾在中央情报局(CIA)担任秘密特工約28年。

## 早年生活
布洛克在乔治亚州赫夫齐巴的一个空军家庭长大。在成长过程中，他还在日本、意大利、德克萨斯州和乔治亚州的奥古斯塔生活过。他在奥古斯塔的各个年龄段分别就读于温莎泉小学、格伦山初级中学和巴特勒高中，最後他畢業於佐治亚大学。他曾在教堂唱诗班唱歌，也是当地欢乐俱乐部的一员。他在大学期间开始学习犹太教，并开始佩戴卡伊（猶太人傳統配飾）作为挂件。2017年布洛克经过两年的学习猶太經典后，并从此皈依了犹太教。此后，他自认是保守派犹太人。

## 情报事业
布洛克的职业生涯始于美国空军的情报分析员。从1987年到1990年，他担任了该职位四年。
1990年左右，然后，他在1990年左右加入了中央情报局（CIA）的秘密部门，該部門正式名称为行动局。布洛克写了关于第一次巴勒斯坦起义的CIA入局论文，並在該論文得出结论；"...在历史上，每一个国家都曾打过仗并赢得了实际的领土，实际的土地，他们把它还给了我们——然而这一切（在那次戰爭中）並没有发生"”
布洛克曾任中情局行动官员、站长、反恐站副站长、非洲处处长。1990年至2018年，他担任美国中央情报局特工，在10个国家進行諜報工作，其中包括塞内加尔、布隆迪、乌干达、尼日尔、尼日利亚、索马里、摩洛哥和巴基斯坦。他曾说:“...在我56年的職業生涯中統共接到了27个任務地址——而其中22个是成年后獲得的。”他在任務地點招募並发展了向他提供关于潜在威胁和目标情报的卧底消息来源，并成功为美國招募了幾位諜報人員。1996年，他在塞内加尔因从事间谍工作时表演音乐，并由此发展了音乐特长并在日后运用；如在乌干达卧底时，布洛克还就借此成为当地流行乐队“坎帕拉爵士全明星”的主唱，甚至还因此取得了不小的名气。布洛克于2018年从CIA退休，是CIA行动局级别最高的非裔官员。他的最终军衔位同三星上将。他也因其多年的贡献而被授予中央情报局杰出职业情报奖章。
据《以色列时报》报道，2020年11月，美国当选总统乔·拜登考虑让布洛克执掌中央情报局。如果被成功提名并通过参议院投票，那他将成为中央情报局首位非裔局长。Axios报道称，内部人士认为他是可能的当选人之一。但再另一方面，由记者日斯宾塞·阿克曼将布洛克当选的可能性形容为“希望渺茫”。最终，总统提名了威廉·约瑟夫·伯恩斯。

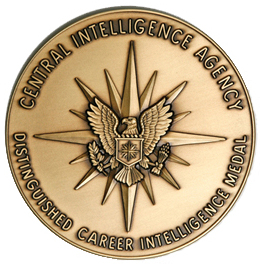
中央情报局杰出职业情报奖章

## 退休后的生活
他成为一家跨国安全公司的首席运营官，该公司被称为“多业务安全机构情报公司”。2019年8月，布洛克作为撰稿人加入ABC新闻。目前居于加州圣莫尼卡。